# 217
217 (CCXVII) var ett normalår som började en onsdag i den julianska kalendern.

## Händelser

### April
- 8 april – Caracalla mördas och efterträds som romersk kejsare av sin praetoriangardsprefekt, Marcus Opellius Macrinus. Macrinus, som är från Mauretania, blir den förste romerske equiteskejsaren.

### Okänt datum
- Sedan Zephyrinus har avlidit den 20 december väljs Calixtus I till påve (detta eller nästa år). Hippolytus ifrågasätter dock valet och blir så småningom motpåve.
- Rom återfår Mesopotamien genom ett fördrag med Partien.
- Septimius Severus hustru, kejsarinnan Julia, dör.
- En brand utbryter i Roms amfiteater Colosseum.
- Filadelfos efterträds som patriark av Konstantinopel av Ciriacus I.
- Hippolytus inleder sitt "pontifikat" som motpåve.

## Födda
- Mani, grundare av manikeismen

## Avlidna
- 8 april – Caracalla, romersk kejsare sedan 198 (mördad)
- 20 december – Zephyrinus, påve sedan 199
- Lu Su, rådgivare till Sun Quan
- Wang Can, kinesisk poet